# Ralph Meeker
Ralph Meeker, pseudonimo di Ralph Rathgeber (Minneapolis, 21 novembre 1920 – Woodland Hills, 5 agosto 1988), è stato un attore statunitense.

## Biografia

### Carriera
Dopo gli studi compiuti alla Northwestern University di Chicago, Meeker iniziò a recitare in spettacoli amatoriali, a fianco di future star dello spettacolo quali Charlton Heston, Jean Hagen e Patricia Neal. Trasferitosi a New York, lavorò per un certo periodo come attore presso compagnie di repertorio, trovando la sua occasione quando fu chiamato a sostituire Marlon Brando nella versione teatrale di Un tram che si chiama Desiderio. La sua interpretazione nel ruolo di Stanley Kowalski gli procurò diverse offerte cinematografiche.

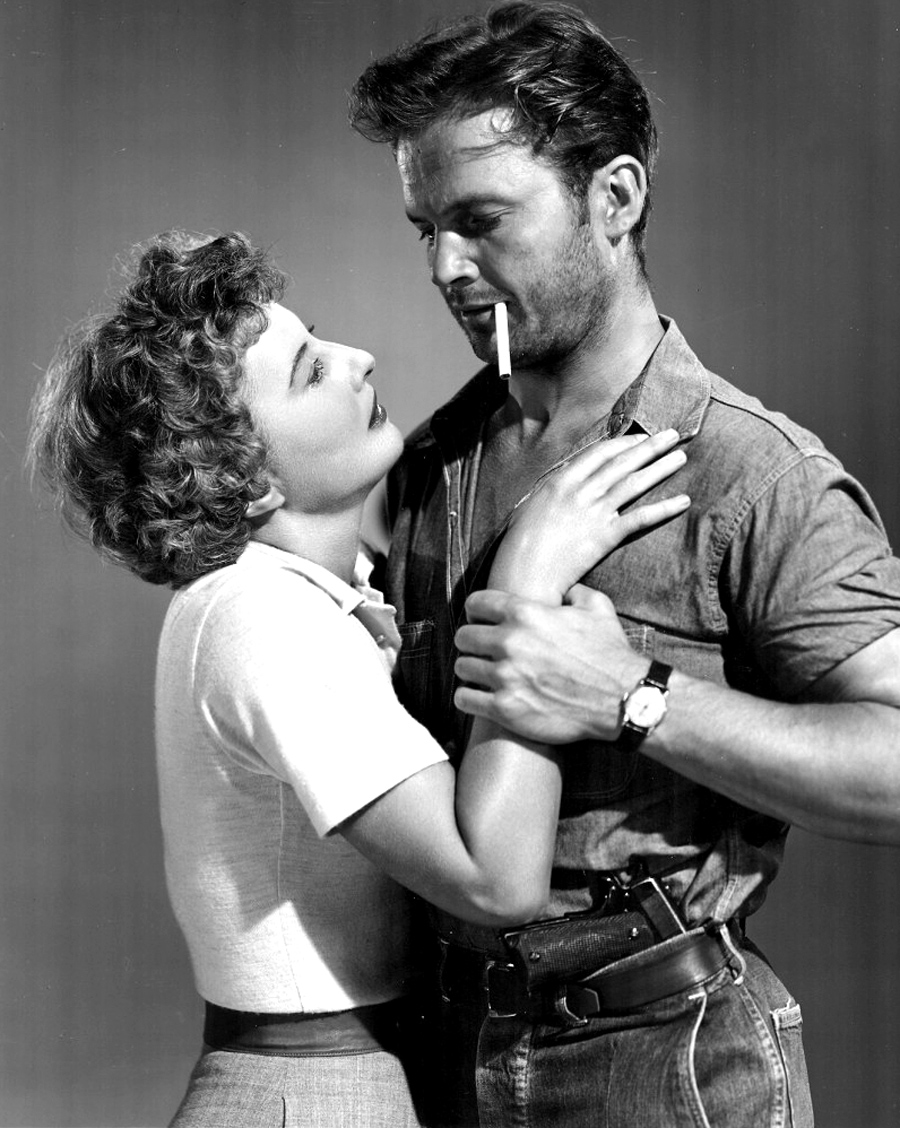
Meeker con Barbara Stanwyck nel film La marea della morte (1953)

Dopo il debutto sul grande schermo nel film svizzero Quattro in una jeep (1951), film vincitore dell'Orso d'oro al Festival del cinema di Berlino nel 1951, Meeker approdò a Hollywood e, dopo una breve parentesi come controfigura di Henry Fonda, ottenne alcuni ruoli minori in Teresa (1951), di Fred Zinnemann, e nel western Lo sperone nudo (1953), di Anthony Mann, in cui interpretò un soldato nordista. Nel 1954 tornò al teatro per interpretare il vagabondo Hal Carter nella pièce Picnic di William Inge, andata in scena con successo a Broadway e che gli valse il New York Critic's Circle Award. Il ruolo fu interpretato l'anno successivo sul grande schermo da William Holden nel film omonimo.
Dopo una serie di parti di "duro" dal fisico atletico, Meeker ottenne alcuni ruoli cinematografici di rilievo, primo fra tutti quello del detective Mike Hammer, l'investigatore nato dalla penna di Mickey Spillane, nel film Un bacio e una pistola (1955), per la regia di Robert Aldrich. L'interpretazione di Meeker, più complessa e meditata rispetto ai ruoli di azione che l'attore avrebbe interpretato durante la sua trentennale carriera, gli valse recensioni favorevoli e contribuì a fare del film un classico del genere noir.
Nel 1957 interpretò il ruolo del tenente che odia gli indiani nel western La tortura della freccia di Samuel Fuller, e fu tra i protagonisti del dramma bellico Orizzonti di gloria di Stanley Kubrick, in cui interpretò il ruolo del caporale Philippe Paris che, condannato a morte, finisce per crollare emotivamente malgrado il suo coraggio. Negli anni successivi l'attore ottenne prevalentemente ruoli di spalla, in pellicole come Quella sporca dozzina (1967), ancora per la regia di Aldrich, nel ruolo dello psicologo militare Stuart Kinder, e Il massacro del giorno di San Valentino (1967) di Roger Corman, in cui interpretò il gangster Bugs Moran.
Meeker intensificò la sua attività sul piccolo schermo, dove già aveva iniziato a lavorare sin dalla prima metà degli anni cinquanta. Numerose le sue partecipazioni a serie televisive, tra le quali Alfred Hitchcock presenta (1955-1959), di cui interpretò il primo episodio della serie, intitolato Revenge, a fianco di Vera Miles, Ironside (1968-1974), Il virginiano (1970), Toma (1974), Cannon (1975), Sulle strade della California (1973-1975), Pepper Anderson agente speciale (1977), CHiPs (1979).

### Vita privata
Dopo il matrimonio (1964-1966) con la collega Salome Jens, l'attore si risposò nel 1970 con Colleen Neary, dalla quale divorziò nel 1981. Alla morte di Meeker, avvenuta il 5 agosto 1988 per un attacco cardiaco, il portavoce dell'ospedale annunciò che l'attore lasciava la terza moglie, Millicent.

## Filmografia

### Cinema
- Quattro in una jeep (Die Vier im Jeep), regia di Leopold Lindtberg ed Elizabeth Montagu (1951)
- Teresa, regia di Fred Zinnemann (1951)
- La strada dell'eternità (Glory Alley), regia di Raoul Walsh (1952)
- Shadow in the Sky, regia di Fred M. Wilcox (1952)
- Qualcuno mi ama (Somebody Loves Me), regia di Irving Brecher (1952)
- Lo sperone nudo (The Naked Spur), regia di Anthony Mann (1953)
- La marea della morte (Jeopardy), regia di John Sturges (1953)
- Prendeteli vivi o morti (Code Two), regia di Fred M. Wilcox (1953)
- Un pugno di criminali (Big House, U.S.A.), regia di Howard W. Koch (1955)
- Un bacio e una pistola (Kiss Me Deadly), regia di Robert Aldrich (1955)
- La figlia dello sceicco (Desert Sands), regia di Lesley Selander (1955)
- Acapulco - anche gli eroi sono assassini (A Woman's Devotion), regia di Paul Henreid (1956)
- La tortura della freccia (Run of the Arrow), regia di Samuel Fuller (1957)
- Vietato rubare le stelle (The Fuzzy Pink Nightgown), regia di Norman Taurog (1957)
- Orizzonti di gloria (Paths of Glory), regia di Stanley Kubrick (1957)
- Ada Dallas (Ada), regia di Daniel Mann (1961)
- Momento selvaggio (Something Wild), regia di Jack Garfein (1961)
- Il muro dei dollari (Wall of Noise), regia di Richard Wilson (1963)
- Quella sporca dozzina (The Dirty Dozen), regia di Robert Aldrich (1967)
- Il massacro del giorno di San Valentino (The St. Valentine's Day Massacre), regia di Roger Corman (1967)
- Il gigante buono (Gentle Giant), regia di James Neilson (1967)
- Inchiesta pericolosa (The Detective), regia di Gordon Douglas (1968)
- Uccidete il padrino (The Devil's 8), regia di Burt Topper (1969)
- Un uomo senza scampo (I Walk the Line), regia di John Frankenheimer (1970)
- Rapina record a New York (The Anderson Tapes), regia di Sidney Lumet (1971)
- Brain Control (Tha Happiness Cage), regia di Bernard Girard (1972)
- Love Comes Quietly, regia di Nikolai van der Heyde (1973)
- Ispettore Brannigan, la morte segue la tua ombra (Brannigan), regia di Douglas Hickox (1975)
- Johnny Firecloud, regia di William Allen Castleman (1975)
- Il cibo degli dei (The Food of the Gods), regia di Bert I. Gordon (1976)
- My Boys Are Good Boys, regia di Bethel Buckalew (1978)
- Hi-Riders, regia di Greydon Clark (1978)
- The Alpha Incident, regia di Bill Rebane (1978)
- Rebus per un assassinio (Winter Kills), regia di William Richert (1979)
- Horror - Caccia ai terrestri (Without Warning), regia di Greydon Clark (1980)

### Televisione
- The Revlon Mirror Theater – serie TV, 2 episodi (1953)
- Studio One – serie TV, 2 episodi (1955-1956)
- Star Stage – serie TV, 1 episodio (1956)
- The Alcoa Hour – serie TV, episodio 1x18 (1956)
- Goodyear Television Playhouse – serie TV, 2 episodi (1952-1956)
- Lux Video Theatre – serie TV, 2 episodi (1952-1956)
- Jane Wyman Presents the Fireside Theatre – serie TV, 1 episodio (1956)
- Studio 57 – serie TV, 1 episodio (1956)
- I racconti del West (Zane Grey Theater) – serie TV, 1 episodio (1957)
- Playhouse 90 – serie TV, 1 episodio (1957)
- The 20th Century-Fox Hour – serie TV, episodio 2x16 (1957)
- Climax! – serie TV, 2 episodi (1957-1958)
- Carovane verso il West (Wagon Train) – serie TV, 1 episodio (1958)
- Kraft Television Theatre – serie TV, 2 episodi (1951-1958)
- Pursuit – serie TV, episodio 1x02 (1958)
- Ricercato vivo o morto (Wanted: Dead or Alive) – serie TV, episodio 1x21 (1959)
- Schlitz Playhouse of Stars – serie TV, 2 episodi (1958-1959)
- Alfred Hitchcock presenta (Alfred Hitchcock Presents) – serie TV, 4 episodi (1955-1959)
- The Texan – serie TV, episodio 1x29 (1959)
- Not for Hire – serie TV, 39 episodi (1959-1960)
- Letter to Loretta – serie TV, 4 episodi (1958-1961)
- Disneyland – serie TV, 1 episodio (1961)
- Tallahassee 7000 – serie TV, 1 episodio (1961)
- Going My Way – serie TV, episodio 1x02 (1962)
- Empire – serie TV, 1 episodio (1962)
- The United States Steel Hour – serie TV, 2 episodi (1962-1963)
- Route 66 – serie TV, 2 episodi (1962-1963)
- Breaking Point – serie TV, 1 episodio (1963)
- The Outer Limits – serie TV, 1 episodio (1963)
- La parola alla difesa (The Defenders) – serie TV, 1 episodio (1964)
- Channing – serie TV, 1 episodio (1964)
- Suspense – serie TV, 1 episodio (1964)
- The Nurses – serie TV, episodio 3x04 (1964)
- The Crisis (Kraft Suspense Theatre) – serie TV, 1 episodio (1964)
- Seaway: acque difficili (Seaway) – serie TV, 1 episodio (1965)
- The Long, Hot Summer – serie TV, 1 episodio (1966)
- Il Calabrone Verde (The Green Hornet) – serie TV, 1 episodio (1967)
- Tarzan – serie TV, episodio 1x29 (1967)
- Custer – serie TV, 1 episodio (1967)
- Due avvocati nel West (Dundee and the Culhane) – serie TV, 1 episodio (1967)
- Ai confini dell'Arizona (The High Chaparral) – serie TV, episodio 1x12 (1967)
- Reporter alla ribalta (The Name of the Game) – serie TV, 1 episodio (1968)
- Il virginiano (The Virginian) – serie TV, episodio 9x10 (1970)
- F.B.I. (The F.B.I.) – serie TV, 3 episodi (1966-1971)
- Norman Corwin Presents – serie TV, 1 episodio (1972)
- Primus – serie TV, 1 episodio (1972)
- Dottor Simon Locke (Dr. Simon Locke) – serie TV, 1 episodio (1972)
- Room 222 – serie TV, 1 episodio (1974)
- Faraday – serie TV, 1 episodio (1974)
- Ironside – serie TV, 2 episodi (1968-1974)
- Toma – serie TV, 1 episodio (1974)
- Il tocco del diavolo (The Evil Touch) – serie TV, 2 episodi (1974)
- Cannon – serie TV, 1 episodio (1975)
- A tutte le auto della polizia (The Rookies) – serie TV, 1 episodio (1975)
- Movin' On – serie TV, 1 episodio (1975)
- Barbary Coast – serie TV, 1 episodio (1975)
- Sulle strade della California (Police Story) – serie TV, 3 episodi (1973-1975)
- Harry O – serie TV, 1 episodio (1975)
- Pepper Anderson agente speciale (Police Woman) – serie TV, 1 episodio (1977)
- The Eddie Capra Mysteries – serie TV, 1 episodio (1978)
- Kazinski (Kaz) – serie TV, 1 episodio (1979)
- CHiPs – serie TV, 1 episodio (1979)

## Doppiatori italiani
Nelle versioni in italiano dei suoi film, Ralph Meeker è stato doppiato da:
- Bruno Persa in Teresa, La tortura della freccia, Quella sporca dozzina, Il massacro del giorno di San Valentino
- Giuseppe Rinaldi in La strada dell'eternità, Lo sperone nudo, La marea della morte, Un pugno di criminali
- Pino Locchi in Orizzonti di gloria, Acapulco
- Augusto Marcacci in Un bacio e una pistola
- Giulio Panicali in La figlia dello sceicco
- Renato Turi in Ada Dallas
- Romano Ghini in Ispettore Brannigan, la morte segue la tua ombra
- Elio Zamuto in Un bacio e una pistola (ridoppiaggio)